# ダチア・ロッジー
ダチア・ロッジー (Dacia Lodgy) はルノー傘下のルーマニアの自動車メーカー、ダチアが製造・販売する小型MPV（ミニバン）である。インドなどダチアが展開されない地域ではルノーブランドで販売される。

## 概要
2012年1月5日に概要が発表され、同年3月のジュネーヴモーターショーにて正式に公開された。ロッジーの車名は英語のロッジに由来し、家族とその荷物に適した快適性をもたらす同車の性格を端的に示すよう命名された。
プラットフォームは新規に開発された。搭載されるエンジンは全て直列4気筒で、ディーゼルが1.5LのK9K型（90hpと110hpの2種類）、ガソリンが1.6L NAのK7M型と1.2L ターボのH5Ft型となる。
ロッジーはスピードリミッターや、オプションで7インチタッチスクリーンとBluetooth及びUSB接続を備えたナビゲーションシステムが提供される最初のダチア車である。
当初は左ハンドル車のみが用意され、5人乗りまたは7人乗りが選択できる。製造はモロッコ、タンジェに設立されたルノーの最新工場にて行われる。
価格は（フランスの場合）9,900ユーロ～とされた。

## ロッジー・グレイス

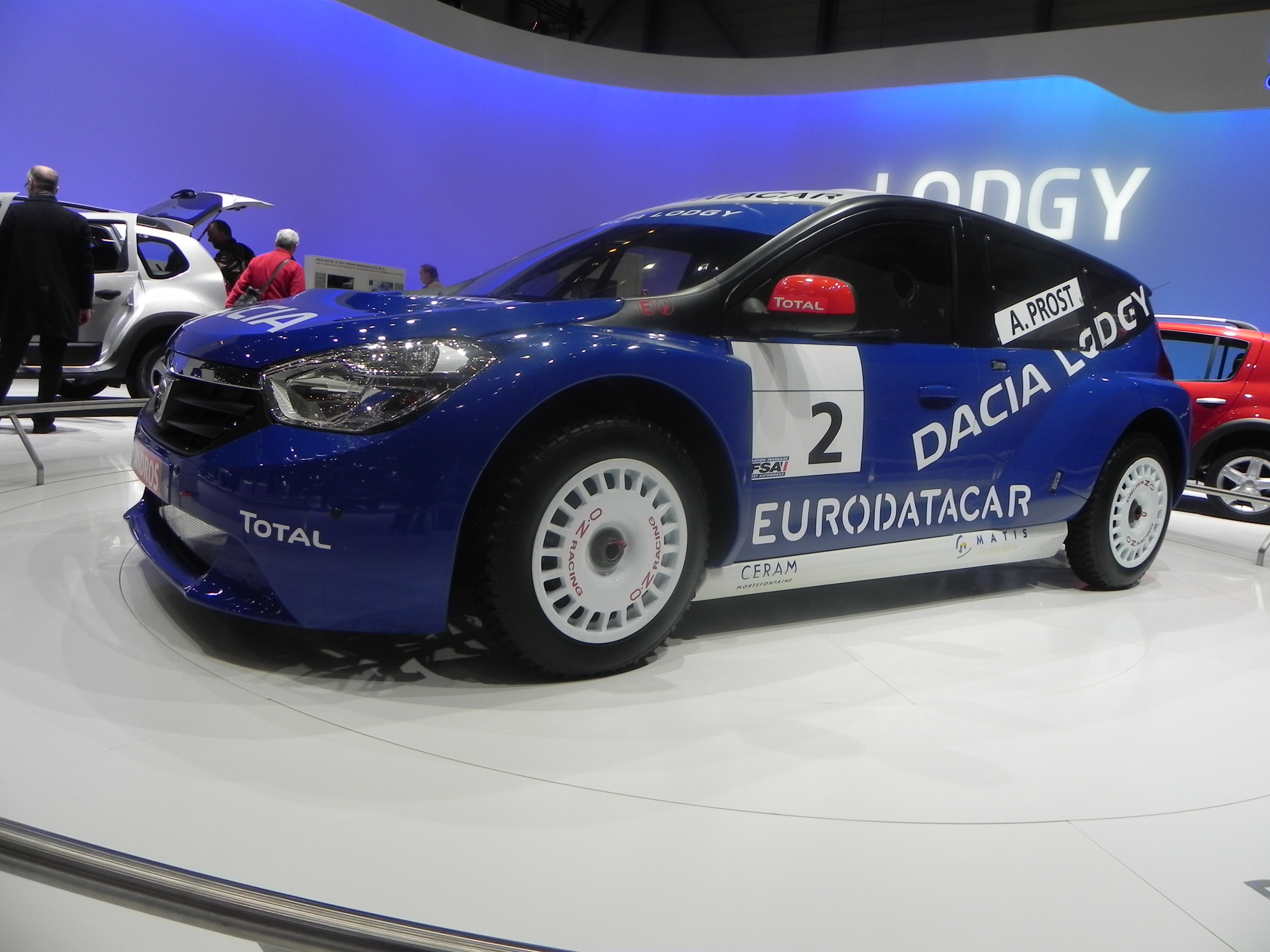
ロッジーグレイス　フロント

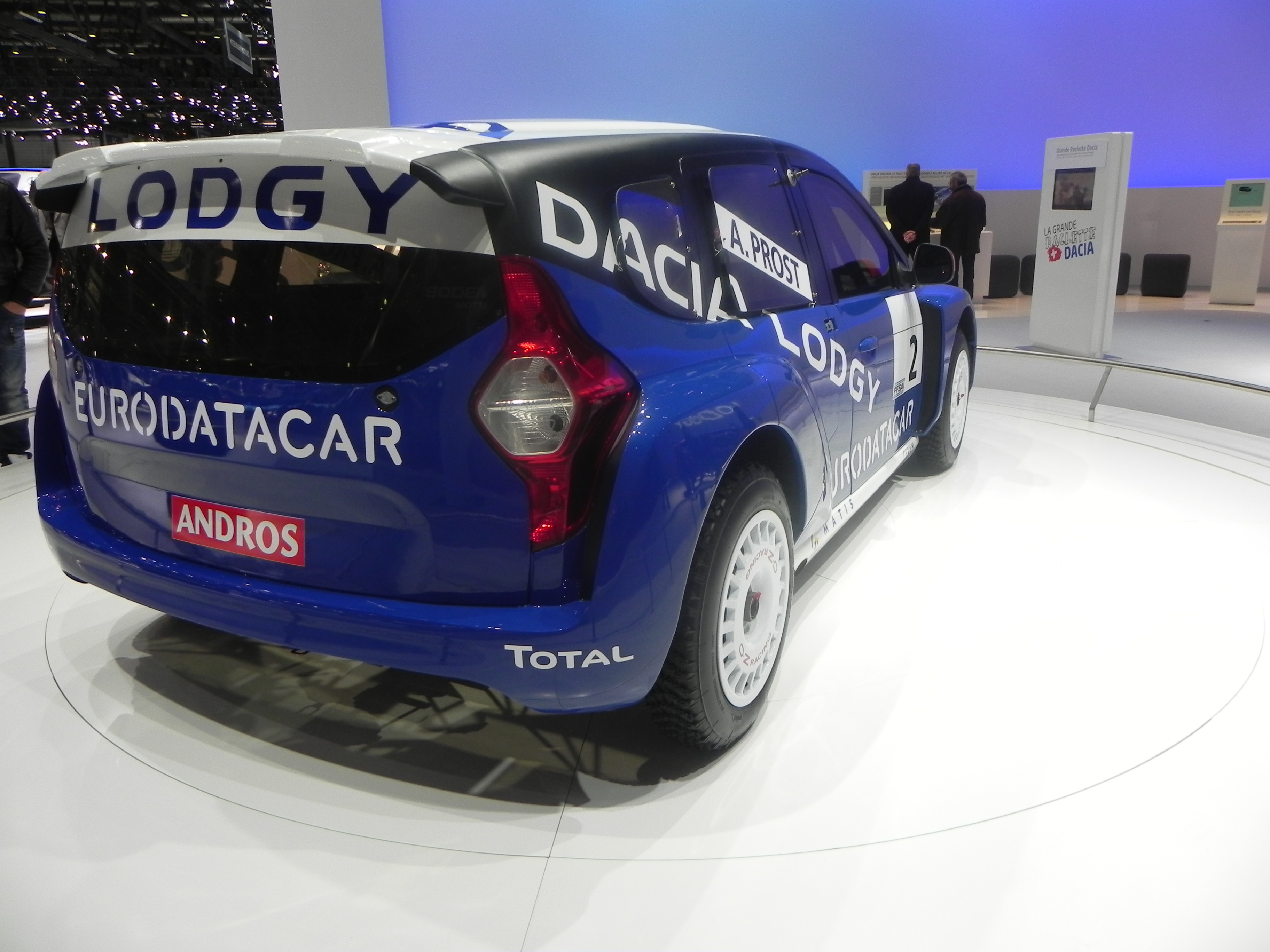
ロッジーグレイス　リヤ

2011年11月、ダチアが発表間近の新車の認知度を上げる目的で「アンドロス・トロフィー」へ参戦することが発表された。量産モデルとは異なり、レース仕様のロッジー・グレイスには最高出力265kW (360ps) 、最大トルク265lb·ft (359 N·m) を発揮する日産製3.0L V6（＝VQ30DE）エンジンが搭載されている。2台のレースカーが用意され、ドライバーはアラン・プロスト、ニコラ・プロスト親子が起用されている。